# Sakaiminato
Sakaiminato (境港市 -shi) é uma cidade japonesa localizada na província de Tottori.
Em 2003 a cidade tinha uma população estimada em 36 910 habitantes e uma densidade populacional de 1 283,83 h/km². Tem uma área total de 28,75 km².
Recebeu o estatuto de cidade a 1 de Abril de 1956.

## Cidades-irmãs
- Hunchun, Rússia
- Wonsan, Coreia do Norte